# Cap de Fer
Le cap de Fer marque l'extrémité occidentale du massif de l'Edough (Algérie).

## Description
Il forme l'extrémité ouest  d'une péninsule au relief tourmenté située entre Chetaïbi et El Marsa. À proximité immédiate du cap, vers le nord, se trouve le phare du cap de Fer. 
À 3,8 kilomètres à l'est du cap et au nord du djebel El Hassane, se trouve un promontoire rocheux qui est le point le plus au nord (37° 05′ 23″ N, 7° 12′ 45″ E) de l'Algérie continentale.
Sur la route d'El Marsa, un fort a été édifié par les colons français aux environs de 1870.
Ce fort est classé monument universel et abrite en 2014 les services des forces navales algériennes.